# Fiorinia theae
Fiorinia theae är en insektsart som beskrevs av Green 1900. Fiorinia theae ingår i släktet Fiorinia och familjen pansarsköldlöss. Inga underarter finns listade i Catalogue of Life.